# Sixtus von Bourbon-Parma

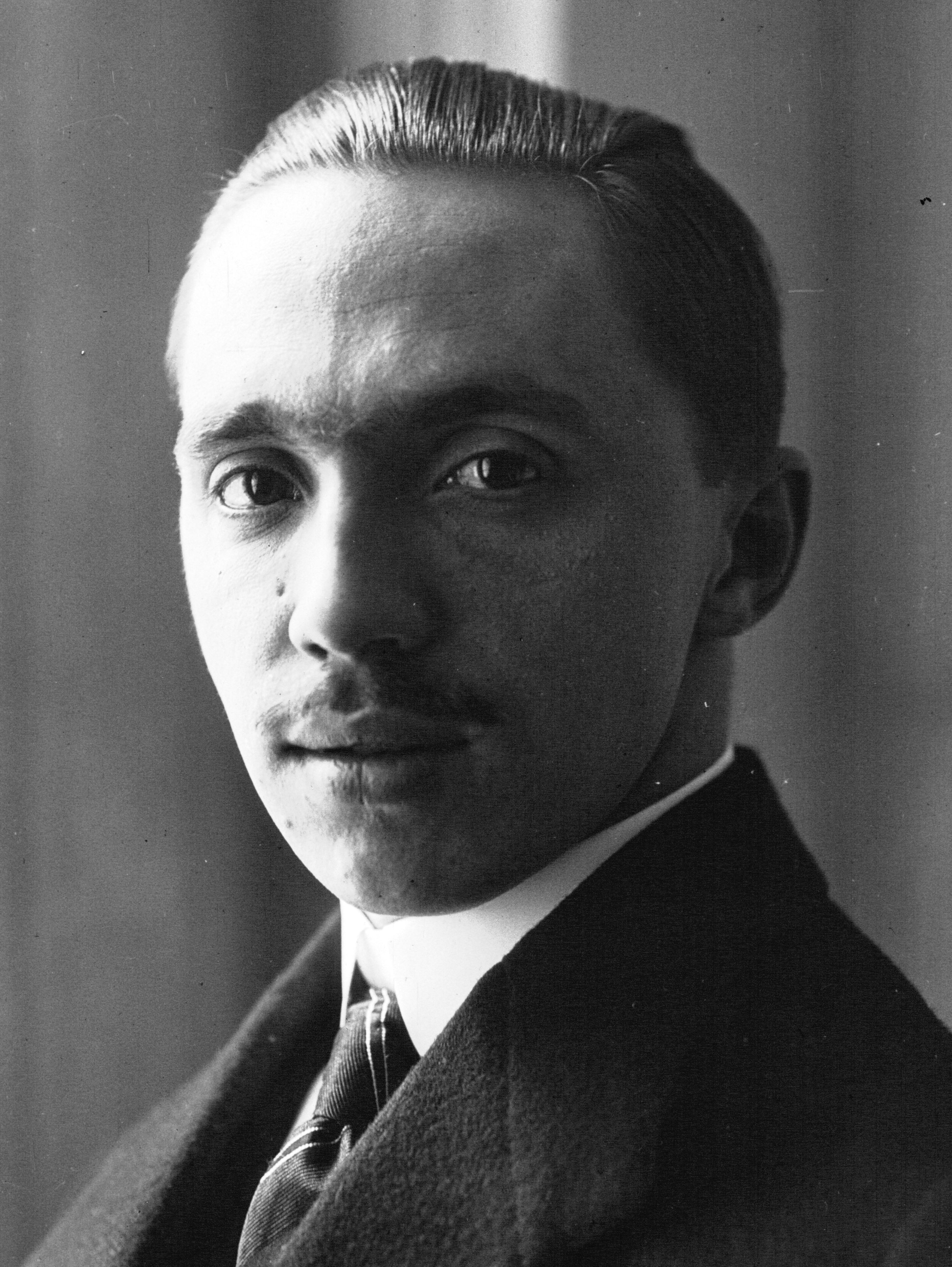
Prinz Sixtus von Bourbon-Parma, 1914

Prinz Sixtus Ferdinand Maria Ignazio Alfred Robert von Bourbon-Parma (* 1. August 1886 auf Schloss Wartegg in Rorschacherberg am Bodensee, Schweiz; † 14. März 1934 in Paris) war ein Hochadeliger aus dem Hause Bourbon-Parma, belgischer Offizier und Namensgeber der diplomatischen Sixtus-Affäre im Ersten Weltkrieg, bei der er erfolglos zwischen Frankreich und Österreich-Ungarn vermittelte.

## Leben
Prinz Sixtus war der Sohn des letzten Herzogs von Parma, Robert I. (1848–1907) und seiner zweiten Gattin Infantin Maria Antonia von Portugal (1862–1959), Tochter von König Michael I. von Portugal aus dem Haus Braganza und dessen Gemahlin Prinzessin Adelheid von Löwenstein-Wertheim-Rosenberg. Seine Schwester war die Kaiserin Zita von Österreich.
Am 14. März 1919 heiratete Prinz Sixtus in Paris die Prinzessin Hedwig de la Rochefoucauld (1896–1986), Tochter von Armand de La Rochefoucauld, Herzog von Doudeauville und seiner Gattin Prinzessin Luiza Radziwill. Aus der Ehe ging eine Tochter hervor:
- Isabella Marie Antoinette Louise Hedwig (1922–2015)

⚭ 1943–1966 Graf Roger Alexander Lucien de la Rochefoucauld (1915–1970, ermordet), Sohn des Grafen Pierre Paul (1887–1970) und seiner Gemahlin Gräfin Henriette Marguerite Marie de la Roche (1892–1980).
Sein Bruder, Franz Xaver erbte die Thronansprüche der carlistischen Gegenkönige der spanischen Bourbonen. Dessen Sohn, Carlos Hugo (1930–2010) verzichtete jedoch nach der Thronbesteigung König Juan Carlos I. auf seine Ansprüche.